# Burning My Soul
«Burning My Soul» es la quinta pista del álbum Falling Into Infinity de la banda de metal progresivo Dream Theater.

## Versiones y grabación
Al igual que muchas otras de las canciones de Falling Into Infinity, Burning My Soul fue intervenida durante la producción del álbum para hacerla más corta. En su versión original -de 8:58 de duración, que aparece en el bootleg oficial Falling Into Infinity Demos- la canción contenía una sección instrumental que fue recortada de la canción pero no del álbum, y apareciendo en la pista siguiente como Hell's Kitchen. Sin embargo, esta versión extendida fue tocada nuevamente por la banda en el tour World Tourbulence 2002 durante la presentación de Six Degrees of Inner Turbulence.
La versión original figura en el sencillo Hollow Years, tocada en vivo.